# Nowy Krzymów
Nowy Krzymów – wieś w Polsce położona w województwie wielkopolskim, w powiecie konińskim, w gminie Krzymów.
W latach 1975–1998 miejscowość administracyjnie należała do województwa konińskiego.

## Integralne części wsi
| SIMC    | Nazwa | Rodzaj         |
| ------- | ----- | -------------- |
| 0289331 | Łazy  | przysiółek wsi |

## Demografia
Poniższa demografia posiada dane z 2021